# Ева Уревц
Ева Уревц (словен. Eva Urevc) — словенська лижниця, призерка чемпіонату світу.  
Бронзову медаль чемпіонату світу Уревц здобула в командному спринті на світовій першості 2021 року, що проходила в німецькому Оберстдорфі. Її партнеркою була Анамарія Лампич.
У лютому 2022 року вона дебютувала на зимових Олімпійських іграх у Пекіні. Вона брала участь у жіночому спринті та посіла 46-е місце у кваліфікації.